# Plagiostenopterina crinita
Plagiostenopterina crinita är en tvåvingeart som beskrevs av Mcalpine 1973. Plagiostenopterina crinita ingår i släktet Plagiostenopterina och familjen bredmunsflugor. Inga underarter finns listade i Catalogue of Life.